# Élisabeth Cibot
Élisabeth Cibot es una artista escultora francesa, nacida el año 1960 en Nantes. Reside en París donde es profesora del Institut d'Etudes Supérieur des Arts (IESA)

## Datos biográficos
Élisabeth Cibot es descendiente de una familia de anticuarios. Se licenció en la École nationale supérieure des beaux-arts de París y siguió una formación multidisciplinar en grabado, glíptica, dibujo y escultura. Fue alumna de Etienne Martin, del escultor César Baldaccini y de Léopold Kretz ; fue también ayudante de Riccardo Licata. Vivió y trabajó durante un tiempo en Venecia (Italia) y en Nueva York (Estados Unidos). Posteriormente se instaló en París.

## Obras
Entre las obras en espacios públicos de la escultora, destacan:
- La estatua del General de Gaulle en Calais en 2013
- La estatua del Papa Joan-Paul II en Lyon en 2011
- La Estatua del General de Gaulle en Drancy en 2006
- Némo y Julio Verne infante, en Nantes (museo Jules-Verne) en 2005

## Exposiciones
- 2014 - "50 esculpturas" en el Tribunal de las Cuentas Europeo (Luxemburg)
- 2013-2014 - "La Calle, 30 esculpturas y monumentos" en Metz (Francia)
- 2013 - "Bronce, obras maestras de Francia" en Zweibrücken (Alemania)